# Let Kunovice
Let Kunovice (LET) est un constructeur d'avions civils tchèque (initialement tchécoslovaque) fondé en 1936, basé à Kunovice dans le district d'Uherské Hradiště. Il est en particulier connu comme constructeur des planeurs LET L-13 Blaník et du bimoteur Let L-410 Turbolet produit à plus de 1 000 exemplaires depuis les années 1970.
L'entreprise fut rachetée en septembre 1998 par la firme américaine Ayres Corporation, mais cette dernière déposa son bilan en 2001.
En 2005, c'est le groupe privé tchèque PAMCO qui la rachète et celle-ci continue son activité sous le nom Aircraft Industries. En juin 2008, la holding russe Ural Mining and Metallurgical Company (UGMK) acquiert 51 % de ses actions.

## Modèles produits
- Aero 45S (sous licence Aero) : bimoteur de tourisme
- Aero 145 (sous licence Aero) : bimoteur de tourisme
- Aero L-29 Delfin (sous licence Aero) : avion d'entraînement militaire biplace à réaction
- LET C-11 (Yakovlev Yak-11 sous licence) : avion d'entraînement monomoteur
- LET L-13 Blaník : planeur
- LET L-21 Spartak : planeur
- LET L-23 Super Blaník : planeur
- LET L-33 Solo : planeur
- Let L-200 : avion de tourisme
- LET L-210 : avion de tourisme
- Let L-410 Turbolet : avion de transport (1100 produits)
- Let L-420 : version améliorée du 410
- Let L-610 : avion de transport (1 prototype seulement)
- LET LF-109 Pionýr : planeur
- LET LG-125 Sohaj 2 : planeur
- LET VT-16 Orlík : planeur
- LET VT-425 Sohaj 3 : planeur
- Let Z-37 Čmelák : monomoteur de travail
- Zlín Z-22 Junák : monomoteur de tourisme